# Bán đảo Ma Cao
Bán đảo Ma Cao là phần cổ nhất và đông dân cư nhất của Ma Cao. Bán đảo có diện tích 8,5 kilômét vuông (3,3 dặm vuông Anh) (4 nhân 1,8 kilômét (2,5 mi × 1,1 mi)) và kết nối với Quảng Đông về mặt địa lý ở phía đông bắc, thông qua một eo đất rộng 200 mét (660 ft). Bán đảo Ma Cao cùng với khu trung tâm đô thị của thành phố Chu Hải tách biệt với phần còn lại của lục địa qua một phân lưu của Châu Giang. Portas do Cerco (tiếng Trung: 關閘; Hán-Việt: Quan Áp) được xây dựng ở phía bắc eo đất. Ở phía nam, bán đảo kết nối với đảo Đãng Tử qua ba cây cầu. Bán đảo Ma Cao có hơn 400 năm lịch sử, trong đó Khu lịch sử Ma Cao đã được liệt vào danh sách các di sản thế giới của UNESCO.

## Địa lý
Hàng nghìn năm trước đây, bán đảo Ma Cao là một đảo nhỏ trên biển (đảo Ma Cao), là một bộ phận của quần đảo Vạn Sơn, về sau phù sa từ cửa tây của Châu Giang hình thành một doi đất nối liền giữa Chu Hải và Ma Cao. Từ đó, đảo Ma Cao bắt đầu được nối liền với đại lục Trung Quốc, cộng thêm nhiều năm cải tạo lấn biển đã tạo nên bán đảo Ma Cao ngày nay.
Đại bộ phận vùng đất bằng phẳng của bán đảo Ma Cao là do lấn biển. Căn cứ theo tư liệu điều tra năm 2011, bán đảo Ma Cao có diện tích vào khoảng 9,3 km², nhân khẩu ước khoảng 469.000 người.
Bán đảo Ma Cao liên tiếp với Chu Hải ở phía bắc, ở phía tây đối diện với nhai đạo Loan Tử của Chu Hải, ở phía nam đối diện với đảng Đãng Tử qua biển, ở phía đông bắc đối diện với Hồng Kông qua vùng cửa sông rộng lớn của Châu Giang. Điểm cao nhất về mặt tự nhiên của bán đảo Ma Cao là đỉnh bắc của Đông Vọng Dương Sơn (東望洋山), cao độ đạt 93 mét trên mực nước biển.

## Hành chính
Bán đảo được chia thành 5 đường khu, tức năm giáo xứ không có thẩm quyền:
|  | Giáo xứ Đức Mẹ Fatima, Ma Cao (Freguesia de Nossa Senhora de Fátima) Hoa Địa Mã đường khu (花地瑪堂區)                         |
|  | Giáo xứ Thánh Antôn (Freguesia de Santo António) Thánh An Đa Ni đường khu (聖安多尼堂區) hay Hoa Vương đường khu (花王堂區)    |
|  | Giáo xứ Thánh Ladarô (Freguesia de São Lázaro) Vọng Đức đường khu (望德堂區)                                                   |
|  | Giáo xứ Nhà thờ chính tòa (Freguesia da Sé) Đại đường khu (大堂區)                                                             |
|  | Giáo xứ Thánh Laurensô (Freguesia de São Lourenço) Phong Thuận đường khu (風順堂區) Thánh Lão Lăng Tá đường khu (聖老愣佐堂區) |

## Giao thông
Giữa bán đảo Ma Cao và đảo Đãng Tử có ba cây cầu song song, gồm cầu Tổng đốc Gia Lạc Tí (嘉樂庇總督大橋, Ponte Governador Nobre de Carvalho) hoàn thành năm 1974, cầu Hữu Nghị (友誼大橋, Ponte da Amizade) hoàn thành năm 1994 và cầu Tây Loan (西灣大橋, Ponte de Sai Van) hoàn thành vào tháng 12 năm 2004.
Bán đảo Ma Cao có hai cảng, ở mặt tây có Khu bến cảng Nội Cảng Ma Cao (澳門內港碼頭), gọi tắt là Nội Cảng (內港); ở mặt đông có Khu bến cảng vận chuyển hành khách Ngoại Cảng (外港客運碼頭), gọi tắt là Ngoại Cảng (外港). Khu bến cảng Ngoại Cảng có tuyến phà chủ yếu nối giữa Hồng Kông và Ma Cao.
Theo kế hoạch, điểm kết thúc bên phía Ma Cao của Cầu Hồng Kông - Chu Hải - Ma Cao nằm ở bán đảo Ma Cao.
Đường đua Guia (東望洋跑道) là đường đua trên đường phố nổi tiếng thế giới, mỗi năm lại tổ chức giải Macau Grand Prix.